# 佐野市消防本部
佐野市消防本部（さのししょうぼうほんぶ）は、栃木県佐野市の消防部局（消防本部）である。佐野市全域を管轄する。
2014年（平成26年）まで佐野市・岩舟町を管轄していた佐野地区広域消防組合を前身とする。

## 概要
- 消防本部：佐野市富岡町1391番地
- 管内面積：356.07km2
- 職員数：149人
- 消防署2ヶ所、分署1ヶ所
- 配備車両（2018年04月01日現在） 
  - 災害対応特殊水槽付消防ポンプ自動車：1
  - 水槽付消防ポンプ自動車：2
  - 化学消防ポンプ自動車：3
  - 梯子付消防自動車：1
  - 救助工作車：1
  - 救急自動車：8
  - 特殊災害支援車：1
  - 指揮車：1
  - 査察広報用消防自動車：8
  - 資材搬送車：1
  - 機動連絡車(総務省消防庁無償貸与)：1

## 沿革

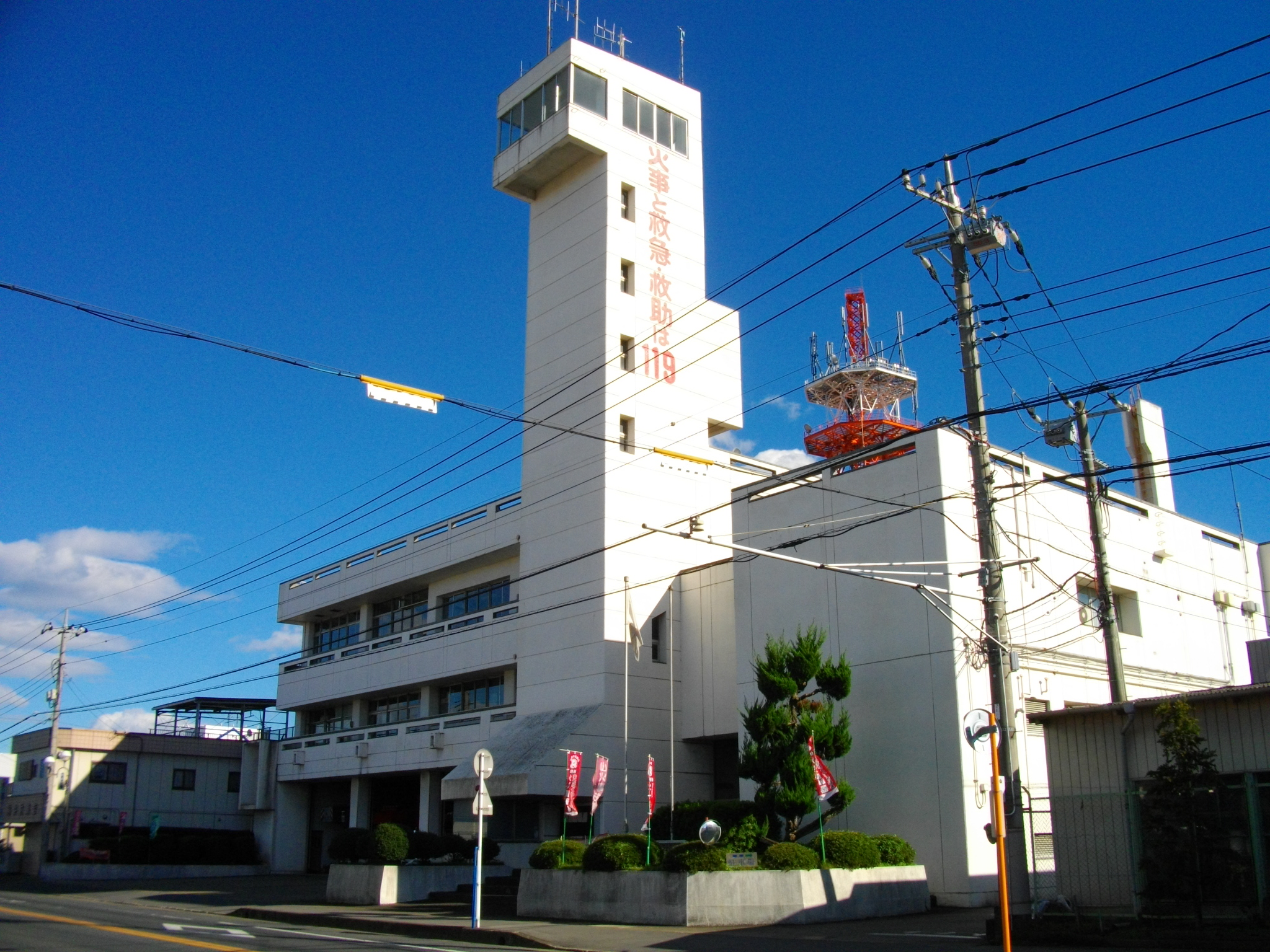
消防本部・消防署旧庁舎

- 1973年（昭和48年）4月1日　佐野地区広域消防組合を設立。当時の組合構成自治体は佐野市・安蘇郡田沼町・葛生町・下都賀郡岩舟町の1市3町。佐野市消防本部及び消防署が消防組合に移行し、佐野地区広域消防組合消防本部及び佐野消防署を開設。
- 1973年（昭和48年）6月1日　1本部1署1分署体制で業務開始。
- 1974年（昭和49年）6月20日　北分署庁舎が完成。
- 1974年（昭和49年）12月20日　消防組合事務所、消防本部及び消防署庁舎が完成。
- 1993年（平成5年）4月1日　西分署を開設。
- 2005年（平成17年）2月28日　佐野市・田沼町・葛生町の合併により、組合構成自治体が佐野市と岩舟町の1市1町となる。
- 2007年（平成19年）1月1日　東分署を開設、仮庁舎で救急業務のみ開始。
- 2008年（平成20年）3月24日　携帯電話及びIP電話等発信地位置表示システム、救急情報テレホンサービスの運用開始。
- 2008年（平成20年）4月1日　東分署仮庁舎で消防業務も開始。
- 2008年（平成20年）8月26日　東分署新庁舎を開署。
- 2011年（平成23年）1月19日　北分署新庁舎で業務開始。
- 2013年（平成25年）1月1日　統合型位置情報通知システムの運用開始。
- 2014年 （平成26年）3月31日　岩舟町の栃木市への編入決定に伴い、合併に先行して佐野地区広域消防組合が解散となる。
- 2014年 （平成26年）4月1日　佐野市消防本部が発足する。岩舟町の消防事務の管轄が栃木市消防本部に変更され、佐野消防署東分署は栃木市消防署岩舟分署となる。
- 2016年 （平成28年）3月25日　消防本部及び消防署庁舎の建て替えが完成。
- 2019年 （平成31年）4月1日　組織変更に伴い、佐野市消防署を佐野市東消防署へ、西分署を佐野市西消防署へ、北分署を佐野市西消防署北分署へそれぞれ変更。

## 組織
- 消防本部
  - 総務課（総務係、消防団係）
  - 警防課（警防施設装備係、救急管理係）
  - 予防課（指導係、危険物係）
  - 通信指令課（指令第一係、指令第二係）

- 佐野市東消防署
  - 消防第一課（警防係、予防係、救助係、救急指導係、救急係）
  - 消防第二課（警防係、予防係、救助係、救急指導係、救急係）

- 佐野市西消防署
  - 消防第一課（警防係、救急指導係、救急係）
  - 消防第二課（警防係、救急指導係、救急係）
  - 北分署（警防第一係、救急指導第一係、救急第一係、警防第二係、救急指導第二係、救急第二係）

## 消防署
出典：
【佐野市東消防署】佐野市富岡町1391
【佐野市西消防署】佐野市石塚町985-1

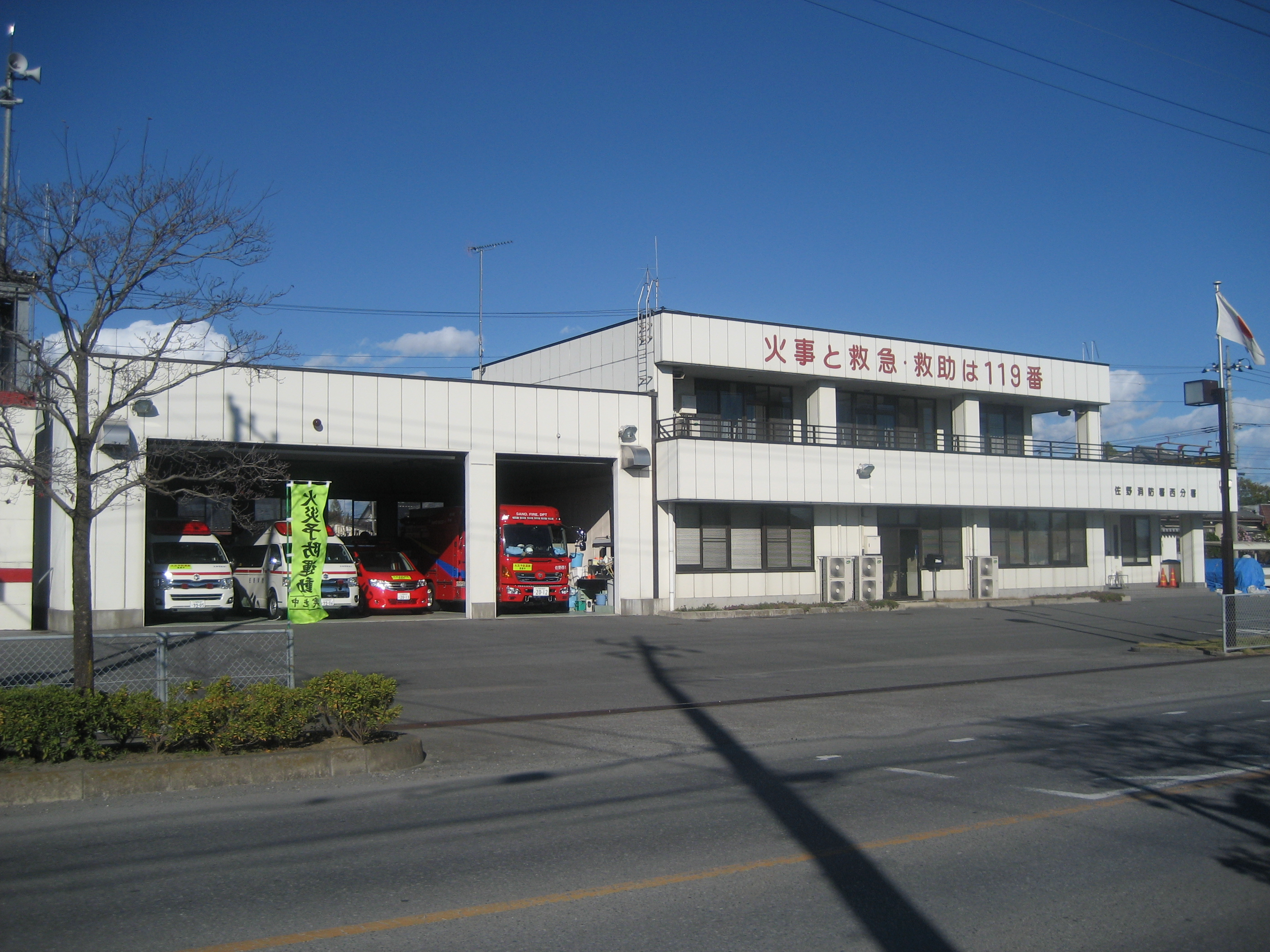
西消防署

【佐野市西消防署北分署】佐野市多田町3092-1